# Campo exterior (Ceuta)
El campo exterior de Ceuta es la zona oeste de Ceuta. 

## Descripción
Situado al occidente del antiguo Foso de San Felipe, hoy bajo la Avenida de San Juan de Dios Ceuta, gran parte de la actual área fue cedida a España por Marruecos por el Tratado de Wad-Ras, tras la victoria de España en la batalla homónima. Concretamente desde la murallas merinidas hasta la actual frontera.

## Monumentos y lugares de interés
- Antigua Estación del Ferrocarril.

### Fortificaciones islámicas
- Murallas Merínidas: se trata de un conjunto de murallas y torreones del siglo XIII construidas durante la dominación árabe. Este amplio recinto, a lo largo de los años fue ciudadela, albergue, refugio de guarniciones, forasteros y tropas que se vieran obligados a pasar la noche fuera del casco urbano de la ciudad medieval. Estas murallas constituyen uno de los restos monumentales más importantes del pasado histórico ceutí. De los casi 1.500 metros de primitiva construcción, hoy en día solo queda en pie el flanco occidental, con unos 500 metros, varios baluartes y dos torres gemelas que enmarcan la llamada Puerta de Fez.

La Torre del Barranco de Mendicuti, la Torre de la Alquería de la Antigua Huerta de Regulares, la Torre del "cortijo de Fuente la Higuera" y la Torre y Aljibe de la Loma de Luengo.

### Fuertes neomedievales
- Fortificaciones del siglo XX:
- Blocao de Comandari Viejo
- Blocao de Comandari Nuevo.
- Mezquita Sidi Embarek.
- Mezquita de Muley el-Mehdi de 1937.
- Cristo de Medinaceli: es una imagen que se guarda en la Iglesia de San Ildefonso (Barriada del Príncipe).
- Barriada de Benzú: en la costa del Estrecho, alberga típicas teterías.
- Cuartel del Serrallo